# Mehmet II
Fatih Sultan Mehmet II (Arabisch: محمد الفاتح الثاني, Osmaans: محمد ثانى) of Mehmet de Veroveraar (Osmaans: بو الفتح,Adrianopel, 30 maart 1432 - Constantinopel, 3 mei 1481) was sultan van het Ottomaanse Rijk van 1444 tot 1446 en nogmaals van 1451 tot 1481. Hij was de zevende Ottomaanse sultan. Mehmet maakte van het Osmaanse Rijk een wereldmacht en verwierf zo de bijnaam Fâtih (Turks voor veroveraar). Hij zette de expansie- en consolideringspolitiek die onder zijn vader sultan Murat II begon met succes voort. Mehmet veroverde Constantinopel (het huidige Istanboel) en maakte een einde aan het Byzantijnse Keizerrijk. Mehmet II is een nationale held in Turkije. De wijk van Istanboel rond de Fatih-moskee, waar hij begraven ligt, is naar hem genoemd, net zoals de brug over de Bosporus, de Fatih Sultan Mehmetbrug.

## Biografie

### Jeugd
Mehmet II werd in 1432 geboren in Adrianopel, de toenmalige hoofdstad van het Ottomaanse Rijk. Zijn vader was sultan Murat II en zijn moeder Hüma Hatun. Toen Mehmet 11 jaar oud was, werd hij naar Amaseia gestuurd om daar als plaatselijk bestuurder ervaring op te doen. In deze periode was het gebruikelijk dat sultanszonen op jonge leeftijd een provincie onder hun hoede kregen. Nadat Murat II in 1444 vrede sloot met Hongarije, Polen en het emiraat van Karaman deed hij troonsafstand ten gunste van zijn 12-jarige zoon. Mehmets oudere broer stierf het jaar daarvoor. Blijkbaar was Murat zo aangeslagen dat hij zich terug trok in Magnesia om zich meer te richten op religieuze studies.

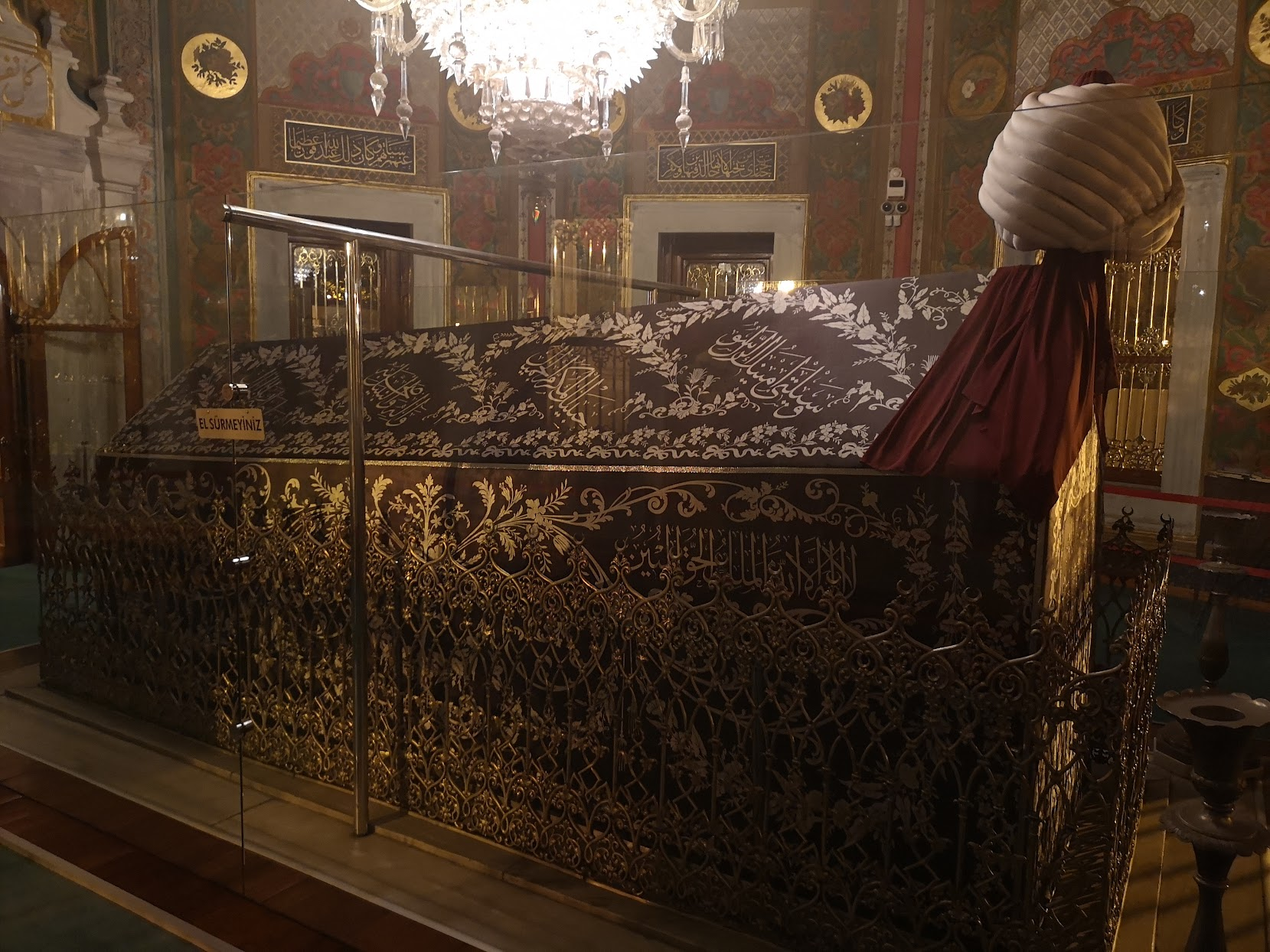
Graf van Fatih Sultan Mehmet in de Fatih-moskee.

Tijdens zijn regeerperiode van 1444 tot 1446, kreeg Mehmet te maken met een aanval van een gecombineerde strijdmacht van Polen en Hongarije. Hij vroeg zijn vader opnieuw het heft in handen te nemen, maar die weigerde. Daarop schreef Mehmet zijn vader:
Als u de sultan bent, kom dan hierheen en voer uw leger aan. Als ik de sultan ben, beveel ik u bij deze hierheen te komen om mijn leger aan te voeren! Daarop kwam Murat terug om het leger aan te voeren in de slag bij Varna. Daarna vertrok hij weer naar Magnesia. In 1446 werd Murat door de Janitsaren gedwongen weer de troon te bestijgen, waarschijnlijk vooral op initiatief van de grootvizier Çandarlı Halil Pasha, die vond dat Mehmets leraar te veel invloed op de regering had. Deze Çandarlı Halil zou later door Mehmet ter dood gebracht worden tijdens het beleg van Constantinopel, op beschuldiging dat hij heulde met de verdedigers.

### Verovering van Constantinopel

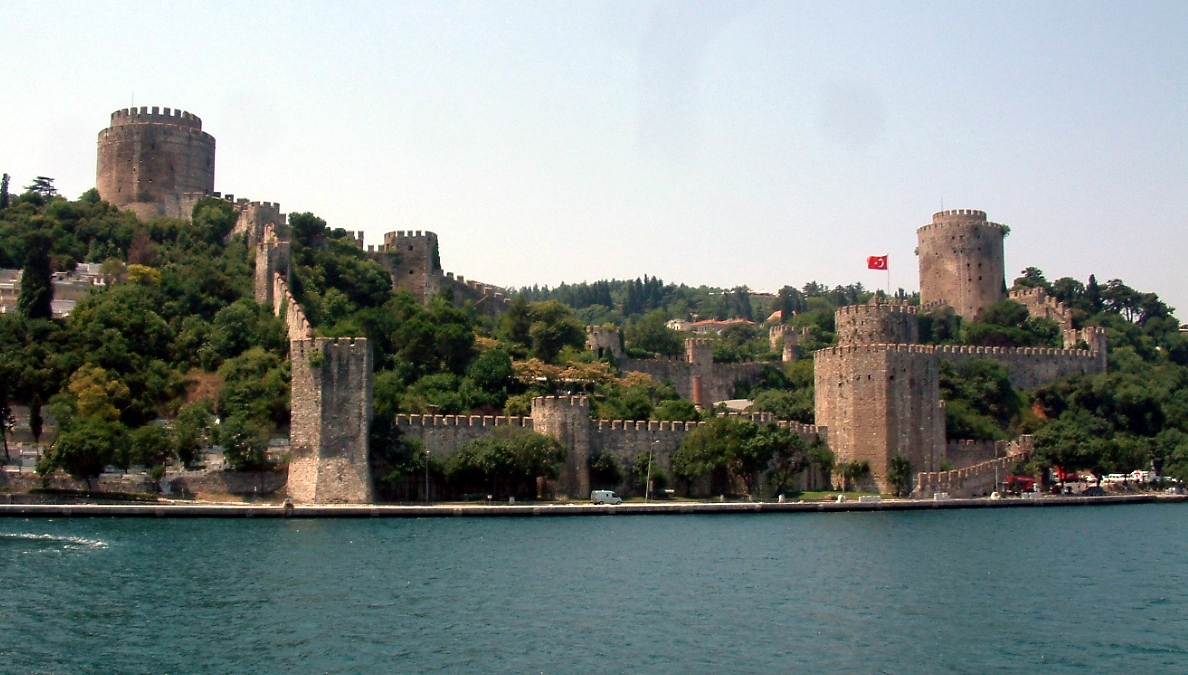
De vesting Rumeli Hisarı werd door Mehmet II gebouwd in de aanloop naar het beleg van Constantinopel.

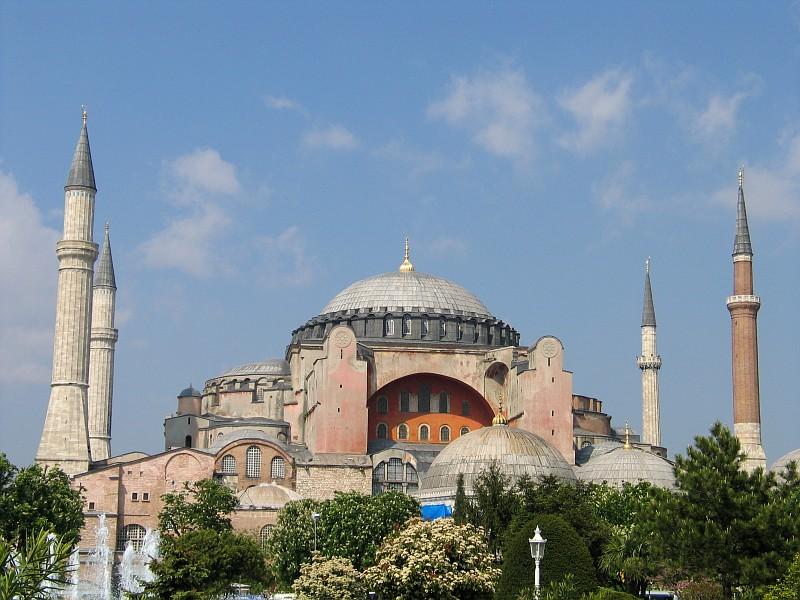
Mehmet II liet de Hagia Sophia omvormen tot moskee

In 1451 werd Mehmet na de dood van zijn vader opnieuw sultan. Twee jaar later maakte hij een eind aan het Byzantijnse Rijk door Constantinopel te veroveren, na een beleg van 50 dagen. Aanvankelijk beloofde Mehmet Constantinopel ongemoeid te laten. Daar kwam een einde aan nadat de Byzantijnse keizer geruchten verspreidde dat hij in het bezit was van een troonpretendent voor de Ottomaanse troon. Daarop besloot Mehmet Constantinopel aan te vallen.
De voorbereidingen waren zorgvuldig. Eerst bouwde Mehmet aan de Europese kant van de Bosporus, Rumeli Hisarı, een groot fort, zodat bij het beleg de Genovese kolonisten uit het Zwarte Zeegebied de stad niet te hulp konden komen. Voor het beleg liet hij het grootste kanon ter wereld maken, door ene Urban waarover weinig bekend is. Ondanks de wekenlange beschietingen bleek het niet mogelijk om een bres in de stadsmuren te schieten. Een gerucht gaat dat de uiteindelijke doorbraak van de stadsmuren plaatsvond door een stommiteit van een Byzantijnse patrouille die een stadsingang niet goed afsloot of onbeveiligd achterliet.
Bij de inname van de stad sneuvelde ook de laatste Byzantijnse keizer, Constantijn XI te midden van zijn troepen. Mehmet liet de plundering echter vrij snel stoppen om zijn toekomstige hoofdstad veilig te stellen. Daarna deed de sultan zijn plechtige intrede in de Hagia Sophia, alwaar de keizer de vorige avond nog de laatste sacramenten had ontvangen. Na de verovering van de stad kroonde hij zichzelf tot Qayser-i Rûm, keizer van Rome. Mehmet legde strenge straffen op aan de Latijnen. Ten opzichte van het christendom was zijn houding ambivalent: hij stelde een nieuwe patriarch aan, Gennadius Scholarios, een fervent tegenstander van het Westen.
In 1461 vielen ook de laatste stukken Byzantijns gebied, in Morea, in Turkse handen. De verovering van Constantinopel bracht het Osmaanse Rijk faam en erkenning als een nieuwe wereldmacht. Al veel sultans hadden geprobeerd de stad te veroveren maar dat was telkens mislukt. Nu de stad in Osmaanse handen was maakte Mehmet het de hoofdstad van zijn rijk. Hij zou beginnen de stad te herbouwen tot een Turks-islamitische metropool.

### Verdere veroveringen

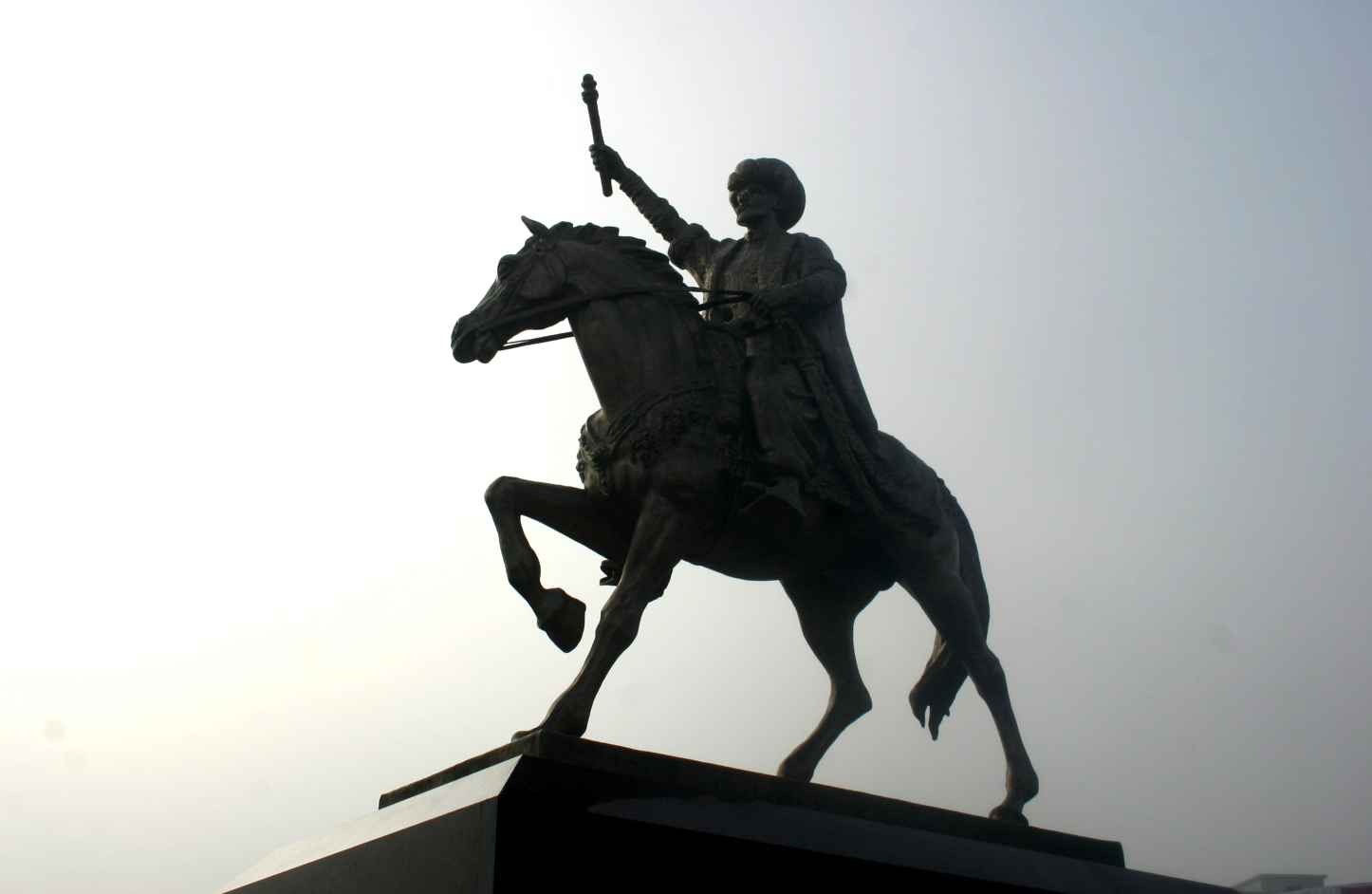
Ruiterstandbeeld van Mehmet II te Istanboel

Met de Byzantijnen uit de weg veroverde Mehmet de overgebleven Turkse emiraten in Anatolië, en het christelijke Rijk van Trebizonde, zodat heel Anatolië in handen van de Turken kwam. Hij sloot een bondgenootschap met de Gouden Horde in de Krim, zodat hij zich daarna kon richten op Europa.
Op de Balkan breidde hij het Turkse gebied uit tot Belgrado, dat in 1456 werd belegerd. In Walachije werd de Turkse opmars tegengehouden door Vlad Ţepeş, een vroegere bondgenoot die zich tegen de Turken keerde. In 1475 werden de Turken in de slag bij Vaslui verslagen door Steven de Grote van Moldavië.

### Keizer van Rome
Na de verovering van Constantinopel eiste Mehmet II de titel Kayser-i-Rûm (Keizer van Rome) op. Hij zag zichzelf als de opvolger van de Romeinse keizers. Orhan I was getrouwd geweest met een Byzantijnse prinses en dit maakte zijn aanspraak op de troon sterker. In 1480 viel hij Italië binnen met als doel Rome te veroveren en het voormalige gebied van het Romeinse Rijk weer te verenigen, wat sinds 751 niet meer gebeurd was. Zijn plannen leken te slagen met de snelle val van Otranto, maar een opstand van de Albanezen onder leiding van Skanderbeg zorgde dat hij zijn aandacht moest verleggen. In 1481 werden de Turken door het leger van paus Sixtus IV uit Italië verdreven.

### Dood

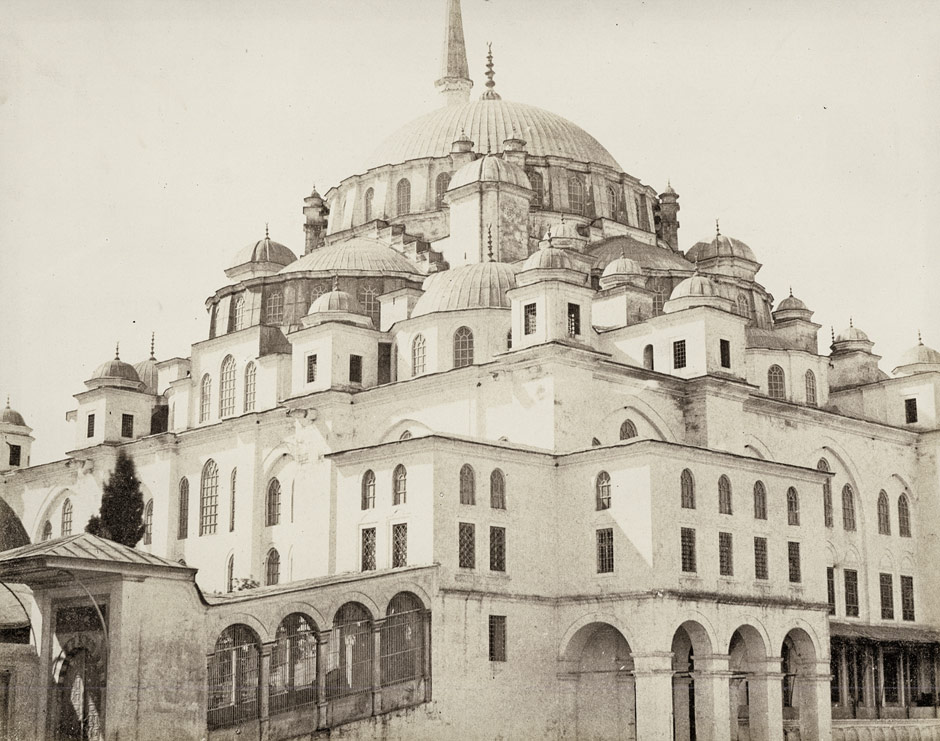
Mehmet II liet de Fatih-moskee bouwen en ligt daar begraven.

Nadat hij in 1481 overleed, werd hij begraven bij de Fatih-moskee, die hij had laten bouwen. Na zijn dood werd hij opgevolgd door zijn zoon Bayezid II, die regeerde tot 1512. Zijn doodsoorzaak is altijd onduidelijk gebleven. De sultan werd plots ziek en er is een meningsverschil over of hij vergiftigd is, of dat hij ziek werd en de dokters faalden om hem te helpen. 

## Mehmet als bestuurder

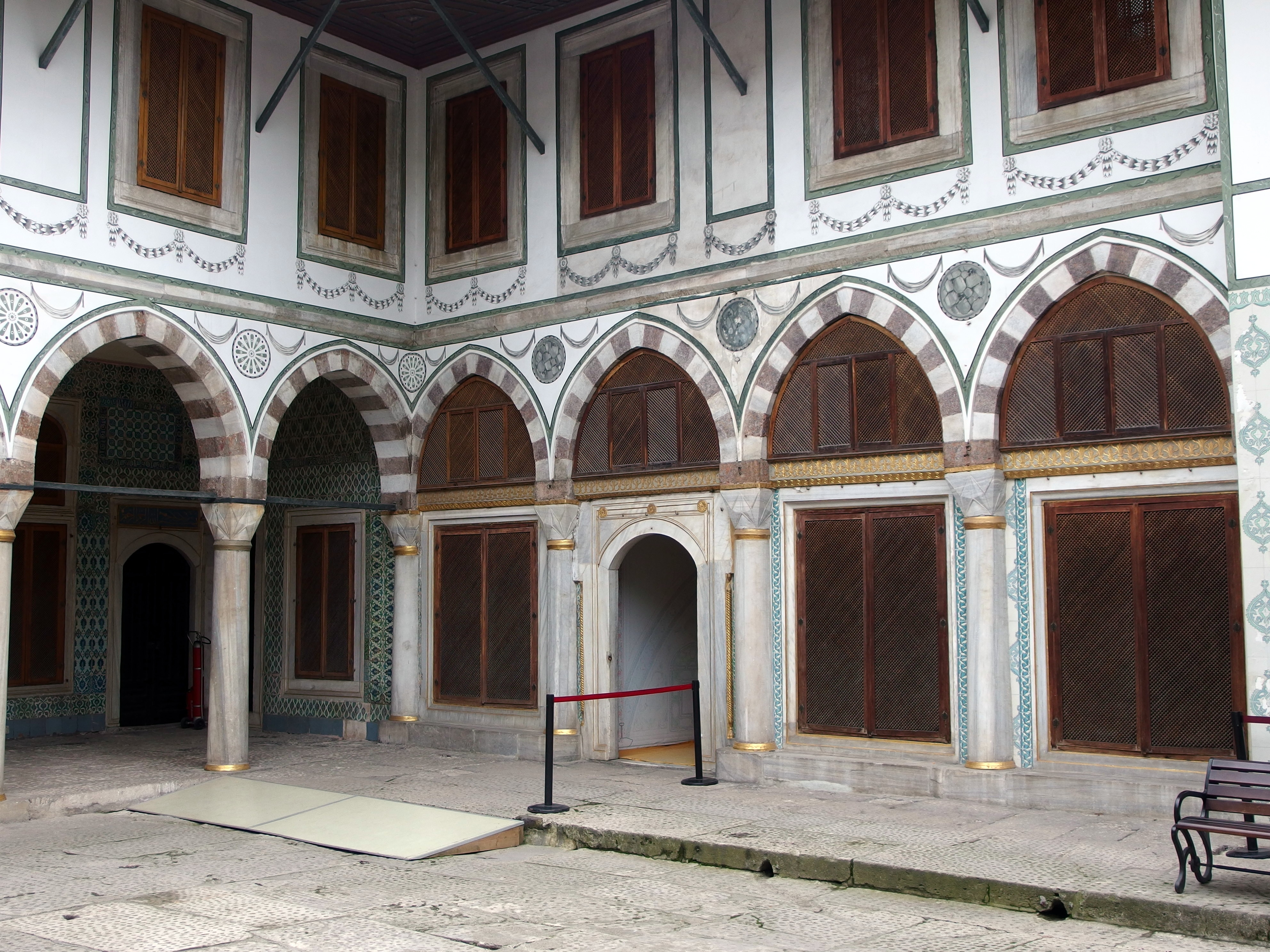
Mehmet II liet het Topkapipaleis bouwen.

Na de val van Constantinopel voegde Mehmet de oude bestuursinstellingen van de Byzantijnen samen met die van het Osmaanse Rijk. De Grieks-orthodoxe Kerk mocht gewoon blijven functioneren en hij droeg de patriarch op de Bijbel en andere christelijke teksten in het Turks te vertalen.
De patriarch hield de macht over de autonome Grieks-orthodoxe gemeenschap van Constantinopel en functioneerde min of meer als Mehmets gouverneur over de stad. Daaronder vielen echter niet de grote Venetiaanse en Genuese christelijke minderheden in de stad, of de groeiende joodse en Turkse gemeenschappen. Door deze tactiek was Mehmet in staat de Grieken een groot gevoel van zelfstandigheid te geven, terwijl hij bezig was de stad tot een Turkse (islamitische) stad om te bouwen. Tegenover de joden en christenen was hij overigens erg coulant, zeker als de situatie vergeleken wordt met de gelijktijdige situatie in Spanje (inquisitie en vervolging van niet-katholieken) of Duitsland (waar joden zwaar gediscrimineerd en vervolgd werden).
Ook hield hij kunstenaars, humanisten en wetenschappers aan zijn hof, zowel Italiaanse en Griekse als uit de islamitische wereld. Verder wordt gezegd dat Mehmet toen hij Constantinopel veroverde, op 21-jarige leeftijd, zeven talen vloeiend sprak.
Hij liet de Venetiaanse schilder Gentile Bellini zijn portret schilderen.
Mehmet stichtte een universiteit in Constantinopel, liet moskeeën bouwen (de bekendste is de Fatih-moskee en kanalen aanleggen, en het Topkapipaleis bouwen. Hij was de eerste sultan die zich op grotere schaal met het uitvaardigen van wetten bezighield.

### Landhervormingen
Mehmet II is bekend vanwege zijn "landhervormingen". In de eerste plaats was dit een fiscale hervorming, niet zozeer een landhervorming. Deze hervorming spitste zich toe op het afromen van winsten die gemaakt werden op het land, het ging dus niet om het (her)verdelen van land. Het doel was om meer opbrengsten naar de staat te kunnen laten gaan. Mehmet II probeerde om zo veel mogelijk grond in het timar-systeem onder te brengen. In dit systeem werd het recht op het innen van belastingen overgelaten aan de provinciale cavalerie. Dit geld had hij nodig om de schatkist aan te vullen, maar ook om zijn leger sterker te maken. Er is echter ook een politiek luik verbonden aan de intenties van Mehmet II. Met deze initiatieven zou hij namelijk de plaatselijke aristocratie beperken in hun macht, die veel grond in hun bezit had en een decentraliserende factor waren in het Ottomaanse rijk.

### Bestuursniveaus en verantwoordelijken

#### Provincies
Ten tijde van Mehmet II waren er vier provincies, eyalets : Rumelia, Anatolia, Rûm en Karaman. Na zijn heerschappij groeide dit nog in aantal. Hij bracht ook Wallachia, Moldavië en het Kanaat van de Krim onder zijn protectoraat, maar deze bleven in handen van de oorspronkelijke dynastieën. De sultan duidde een provinciegouverneur aan uit het volk van de geannexeerde provincie. De gouverneur-generaal, beylerbey, had twee kapiteins onder zich, die de soldaten aanvoerden, verder had hij nog officieren onder zich en rechters. Het aantal hing af van provincie tot provincie. Vaak werden uit de gouverneurs de viziers gekozen, die dan mochten zetelen in de keizerlijke raad.

#### Sanjaks
De provincies werden onderverdeeld in sanjaks, deze staan onder het gezag van de district-gouverneurs of sanjak beyi . Deze sanjaks zijn vaak gebaseerd op vroegere heerlijkheden en vorstendommen. Sommige probeerden dan ook hun eigen identiteit te behouden, zo had Mehmet II het moeilijk met het onderdrukken van de dynastie van de Karaman. Ook hier vervullen plaatselijke politieke spelers dus een decentraliserende rol.
De district-gouverneur had hetzelfde takenpakket als een provincie-gouverneur, enkel op een kleinere schaal. Ze hadden ook een legeraanvoerder onder zich die het recht had om belastingen te innen. Daardoor kregen ze ook politieke macht en beperkten daarbij de macht van de sultan, deze probeerde dan ook hun invloed aan banden te leggen.
Een sanjak bestond uit een conglomeratie van verschillende landgoederen van oudgedienden in de oorlog. De opbrengst van dit landgoed werd vaak geïnvesteerd in een publieke instelling zoals een moskee, ziekenhuis, brug of een fontein. Ze bezaten het land niet, maar dienden eerder als onderpand voor de sultan, wanneer de militairen in kwestie hun militaire plichten niet hadden vervuld, kon de sultan dit ook weer afnemen.

### Keizerlijke Raad
Reeds voor de legislatuur van Mehmet II bestond er al een Keizerlijke Raad of Divan. Er waren echter geen vaste structuren in de Raad en de Sultan vulde zelf in hoe deze Raad verliep: openlijk of achter gesloten deuren, met zijn aanwezigheid of met vertegenwoordiging van zijn eerste vizier. Ook stond nog niet vast, wie er in deze raad zou moeten zetelen. Mehmet II legde echter vast, wie er aanwezig moest zijn op de Keizerlijke Raad. Ten eerste waren er de viziers, deze stonden de Sultan bij in politieke en militaire kwesties. Ze tekenden strategieën uit en waren ook aanwezig op het slagveld zelf. Vervolgens waren de kazaskers, militaire rechters, aanwezig: zij stonden in voor rechterlijke aangelegenheden. Ook waren de defterdar aanwezig, de schatkisthouders. Zij stonden de sultan bij op financieel vlak. De nişancı, de kanseliers, waren bevoegd voor de administratie en zagen erop toe dat de documenten correct werden opgesteld door de klerken.

## Houding ten opzichte van religieuze minderheden

### Religieuze tolerantie
De nieuwe Ottomaanse overheersers toonden zich opvallend mild tegenover andersgelovigen in de veroverde gebieden. Er werd geen actief vergeldings- of actief bekeringsbeleid gevoerd. Aan de grondslag lagen redenen van realpolitieke aard, de aanwezigheid van grote groepen christenen in het nieuw veroverde gebied kon niet genegeerd worden. Daarnaast waren er ook religieuze motieven. De profeet Mohammed stichtte immers geen nieuwe religie maar corrigeerde, vervolmaakte en vulde de andere boodschappen aan. Hierdoor was er tegenover de andere ‘volkeren van het boek’ een principiële tolerantie. De christelijke godsdienst werd gevrijwaard, enkel op de belastinginning werd gehamerd. Dit principe werd door Mehmet II geïnstitutionaliseerd in het millet-systeem kortstondig na diens verovering van Constantinopel in 1453. Een millet was een erkende religieuze gemeenschap die een verregaande, niet geterritorialiseerde autonomie werd gegund. Voorbeelden zijn de Rum Ermeni, Rum Yahudi en Rum milleti. Respectievelijk de Armeense, Joodse en Orthodoxe gemeenschap.

### Millets
Hoe de beginsituatie was, valt niet meer te achterhalen, maar er wordt aangenomen dat het systeem een proces van toenemende institutionalisering heeft doorgemaakt. Aan de top hiervan stonden de eigen religieuze leiders. Bij de orthodoxe christenen was dit bijvoorbeeld de Patriarch. De autonomie ging ver: wetgeving inzake erfenis, huwelijk, echtscheiding, voogdijschap en onderwijs kwamen volledig toe aan de millet. Zij konden eveneens eigen belastingen heffen. In ruil verwachtten de sultans wel een absolute gehoorzaamheid jegens hen en werd de religieuze top van de millets persoonlijk verantwoordelijk geacht bij oproer binnen hun gemeenschap. Er werd eveneens een trouwe betaling van belastingen aan de Osmaanse staat verwacht, noodzakelijk voor de enorme geldhonger van de expanderende Ottomaanse staat. Detrez ziet er een aanzet in tot een echt federaal systeem aangezien de bevoegdheden veel ruimer waren dan louter culturele autonomie. Op een aantal vlakken was de autonomie groter dan die van de vazalstaten.
Sommigen, waaronder Treischke, zien in deze tolerantie echter een vorm van slavernij. De moslims bleven in de reaya de absoluten, waarbij de christenen nog altijd als zondaars werden gezien. Auteurs als Binswanger zien in het systeem een soort van niemandsland, een tijdelijk getolereerd verblijf in afwachting van hun bekering tot de islam. Hoewel er enerzijds dus een relatief tolerant beleid bestond ten opzichte van de christelijke bevolking, was er eveneens een nieuwe praktijk in werking gesteld, de devşirme, waarbij om de vijf jaar christelijke jongetjes werden opgeëist om in dienst te treden bij de Ottomaanse Janitsaren. Dit gebeurde grotendeels in de Europese delen van het rijk, zijnde de Balkan. Andere gebieden waar christenen woonden werden ontzien. Bedoeling was hiermee toegewijde soldaten en ambtenaren te voorzien en op deze manier de vorming van een aparte kaste te vermijden.

## Rechtssysteem
De top van het rechterlijk systeem lag uiteindelijk bij de Osmaanse staat. Hierin konden de rechterlijke macht en islamitische geestelijkheid niet van elkaar gescheiden worden. De top was de çeyh ül-islâm, met daaronder de müfti. Weer daaronder stonden de kadis en vervolgens de naib. Zij opereerden op de verschillende administratieve niveaus die de Osmanen sinds Mehmet II kenden. Niet elk juridisch niveau kende dezelfde taak. Er was een verschil tussen het interpreteren van de çaria en daarover dan een bevestigende uitspraak, fetva, te doen, en het toepassen van de wet dan wel van de fetvas. Dat eerste gebeurde door de müftis, het tweede door de kadis. De naib, die op het allerlaagste niveau opereerden, namen slechts beslissingen omtrent kleine geschillen. 

## Belastingen en monetair beleid

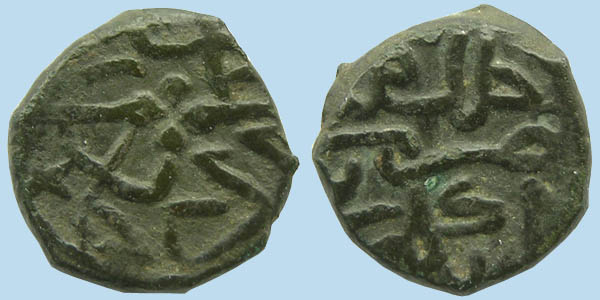
Munt geslagen onder Mehmet II

### Leen en staat
Leenverhoudingen vormden de basis van het belastingstelsel. Voor de boeren was dit de chift-belasting, waarbij ze een deel van de oogst afstonden, een belasting in natura. Vanaf de 15de eeuw veranderden twee dingen: de natura-belasting werd een geld-belasting en naast de belastingen voor de leenheren gingen andere belastingen rechtstreeks naar de schatkist. Deze geldbelastingen werden aanvankelijk enkel geïnd in steden of dorpen bij oorlog. Vanaf de 15de eeuw kennen ze een algemene ingang. Dit bedroeg aanvankelijk 22 akçes, maar met de campagnes van Mehmet II verhoogt die belasting naar 32 akçes. Boeren blijven de belasting naast de chift in natura betalen. Zo voeden ze de soldaten.

### Waardedaling van zilveren munten
Om zijn oorlogen te betalen had Mehmet II meer nodig dan belastingsinkomsten. Mehmet II richtte mukataa, belastingsboerderijen, op waarvan de opbrengsten ontstonden uit het ‘leasen’ van boerderijen en ander landbouwtuig van de staat. Geregeld liet hij het gewicht van een zilveren akçe dalen om zijn soldaten te betalen. Gedurende zijn regeerperiode daalde het gewicht van de akçe van 1,18 g naar 0,75 g. Dit leidde soms tot onvrede bij de soldaten, zoals bij de Janitsaren die rebellie veroorzaakten in 1446. Toen liet Mehmet voor de eerste maal het gewicht dalen, waardoor hij na een regeerperiode van twee jaar, voor vijf jaar werd afgezet.